# Leopold Ahlsen

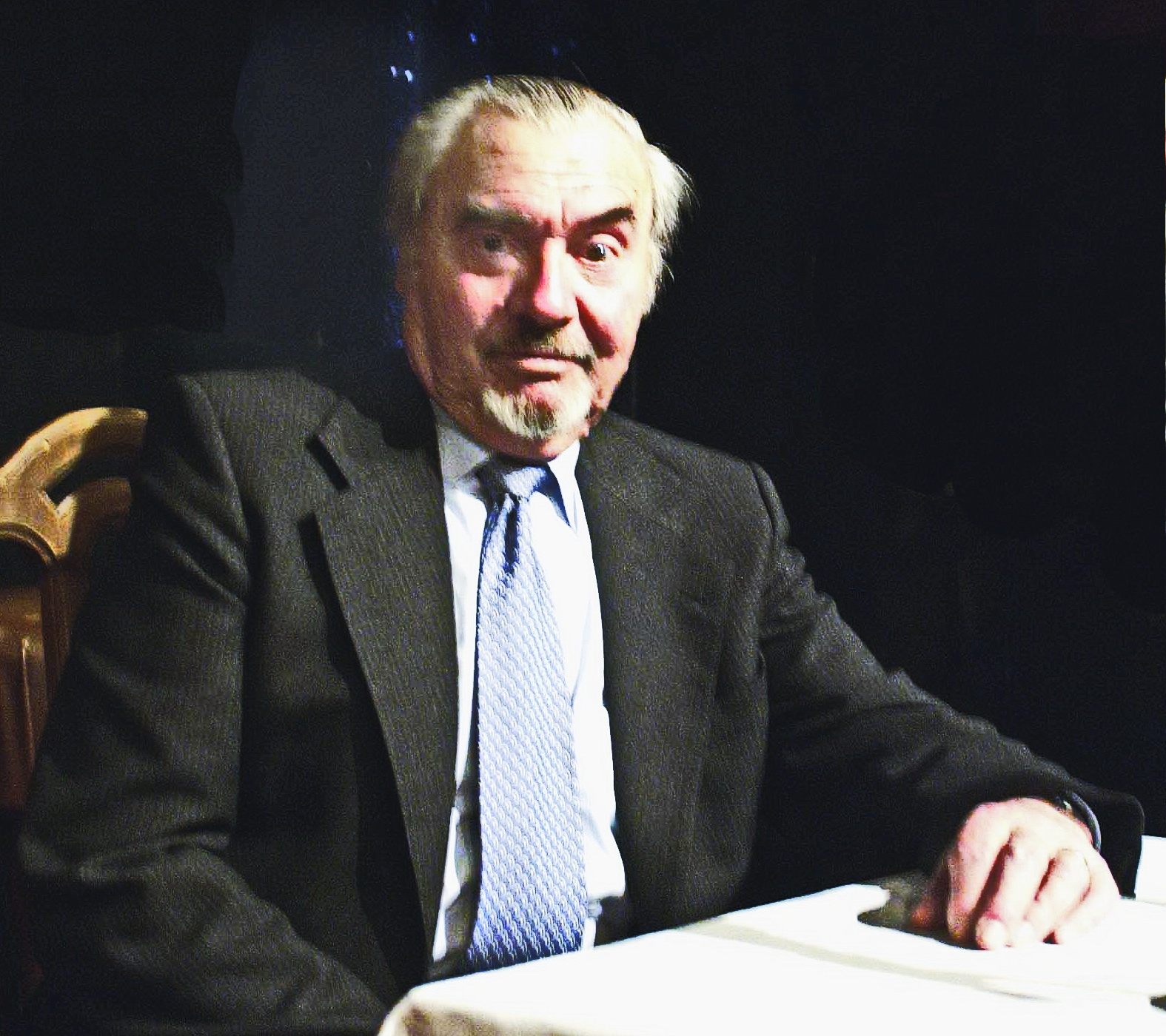
Leopold Ahlsen

Leopold Ahlsen (geboren als Helmut Alzmann; München, 12 januari 1927 — aldaar, 10 januari 2018) was een Duits schrijver van toneelstukken, hoorspelen en draaiboeken. Hij was ook theaterregisseur.
Hij studeerde germanistiek, theaterwetenschap en filosofie in zijn geboortestad. Na een korte periode als toneelspeler en regisseur werd hij medewerker bij de Bayerische Rundfunk. Later richtte hij zich meer op de televisie en schreef draaiboeken voor de 'krimi'-serie Der Alte. In 1955 kreeg hij de Gerhart-Hauptmann-Preis en de Hörspielpreis der Kriegsblinden voor zijn hoorspel Philemon und Baukis. Hij maakte er ook een toneelversie van, die in binnen- en buitenland werd opgevoerd. Daarna volgde nog een tv- en een filmversie, Am Galgen hängt die Liebe (1960).
Hij overleed twee dagen voor zijn 91-jarige verjaardag.

## Toneelstukken
- Pflicht zur Sünde (1952)
- Zwischen den Ufern (1952)
- Raskolnikoff (naar Dostojevski, 1960)
- Sie werden sterben, Sire (1964)

## Hoorspelen
- Die Zeit und der Herr Adular Lehmann (1951)
- Nicki und das Paradies in Gelb (1952)
- Philemon und Baukis (1955)
- Die Ballade vom halben Jahrhundert (1956)
- Der starke Stamm (1959)
- Alle Macht der Erde (1961)
- Raskolnikoff (1962)
- Tod eines Königs (1964) (in 1971 door de KRO uitgezonden, regie: Harry de Garde: De koning sterft)
- Der arme Mann Luther (1966)
- Fettaugen (1969)
- Denkzettel (1970)
- Der eingebildete Kranke (1972)
- Schreckmümpfeli: Der Pakt mit dem Dämon (1988)

- Bibsys: 90407313
- Bibliothèque nationale de France: cb12273528q (data)
- Gemeinsame Normdatei: 118644092
- International Standard Name Identifier: 0000 0000 8178 2745
- Library of Congress Control Number: n87122514
- Nationale Bibliotheek van Letland: 000040977
- MusicBrainz: f4e31c63-1ee8-4f48-ad25-f076a096e946
- Nationale Bibliotheek van Tsjechië: ola2002142291
- Nationale Bibliotheek van Israël: 987007445372605171
- Nederlandse Thesaurus van Auteursnamen: 072441453
- Système universitaire de documentation: 031539483
- Virtual International Authority File: 111621250
- WorldCat: E39PBJqqthmyVHCfJCjGPb8t8C